# ویلیس گیبسون
ویلیس گیبسون (انگلیسی: Willis Gibson؛ ۲۷ ژانویهٔ ۲۰۱۰)، که با نام مستعار آنلاین خود بلو اسکاتی (انگلیسی: Blue Scuti) نیز شناخته می‌شود، یک بازیکن تتریس کلاسیک اهل استیلواتر، اوکلاهما، ایالات متحده آمریکا است. او بیشتر به این دلیل شناخته می‌شود که در ۲۱ دسامبر ۲۰۲۳ پس از فعال کردن یک کیل‌اسکرین در مرحلهٔ ۱۵۷، که پیش از آن کسی به آن نرسیده بود، باعث از کار افتادن بازی شد و به نخستین کسی تبدیل شد که بازی تتریس را به اصطلاح «شکست» می‌داد.
گیبسون در ۱۱ سالگی پس از تماشای محتوای مرتبط با تتریس در یوتیوب، به این بازی علاقه‌مند شد. او بعداً به صورت رقابتی شروع به دنبال‌کردن این بازی کرد: استفاده از تکنیک چرخش برای حرکت سریع‌تر قطعات بازی و شرکت در مسابقاتی از جمله مسابقات قهرمانی جهان ترتیس کلاسیک در سال ۲۰۲۳ که در آن مقام سوم را به دست آورد. پس از آن که بازیکنان دیگر تتریس از جمله جاستین یو تلاش‌های خود را برای رسیدن به کیل‌اسکرین این بازی آغاز کردند، گیبسون هم همین کار را انجام داد و در نهایت موفق شد به این مرحله دست یابد. او پس از رسیدن به این دستاورد، و متعاقباً انجام مصاحبه‌هایی با نیویورک تایمز و صبح بخیر آمریکا به‌صورت بین‌المللی مورد توجه قرار گرفت. در یکی از این مصاحبه‌ها، گیبسون دستاورد خود را به پدرش آدام تقدیم کرد. او در ایالات متحده آمریکا به‌عنوان یکی از بهترین بازیکنان تتریس شناخته می‌شود.

## فعالیت حرفه‌ای در بازی تتریس

### پیش‌زمینه
گیبسون بازی ویدئویی پازلی ترتیس که در سال ۱۹۸۹ ساخته شد بود را در سال ۲۰۲۱ و در سن ۱۱ سالگی آغاز کرد. او پس از تماشای محتوای مرتبط با این بازی در یوتیوب، به تتریس علاقه‌مند شد. گیبسون پیش از تتریس، از حدود ۵ سالگی به بازی‌های ویدئویی علاقه نشان داده بود و بازی‌های دیگری مانند جئومتری دش، مایینکرفت و راکت لیگ را هم بازی می‌کرد. با این حال، نشان دادن علاقهٔ بیشتر به تتریس از سوی گیبسون، مادر او یک کنسول بازی رتروان را از یک مغازه گروبرداری خریداری کرد و یک نمایشگر سی‌آرتی که در محل کارش دور انداخته شده بود را برای شروع به خانه آورد. گیبسون در مصاحبه‌ای در سال ۲۰۲۳ گفت که بازی کردن برای او «عمدتاً به‌عنوان یک سرگرمی» آغاز شد، اما بعداً به بازی رقابتی آنلاین و در مقابل دیگران تبدیل شد. او در نهایت با نام بازیکنی «بلو اسکاتی» شروع به پخش زنده کرد؛ نامی که از ستارهٔ یو وای اسکاتی گرفته شده است.

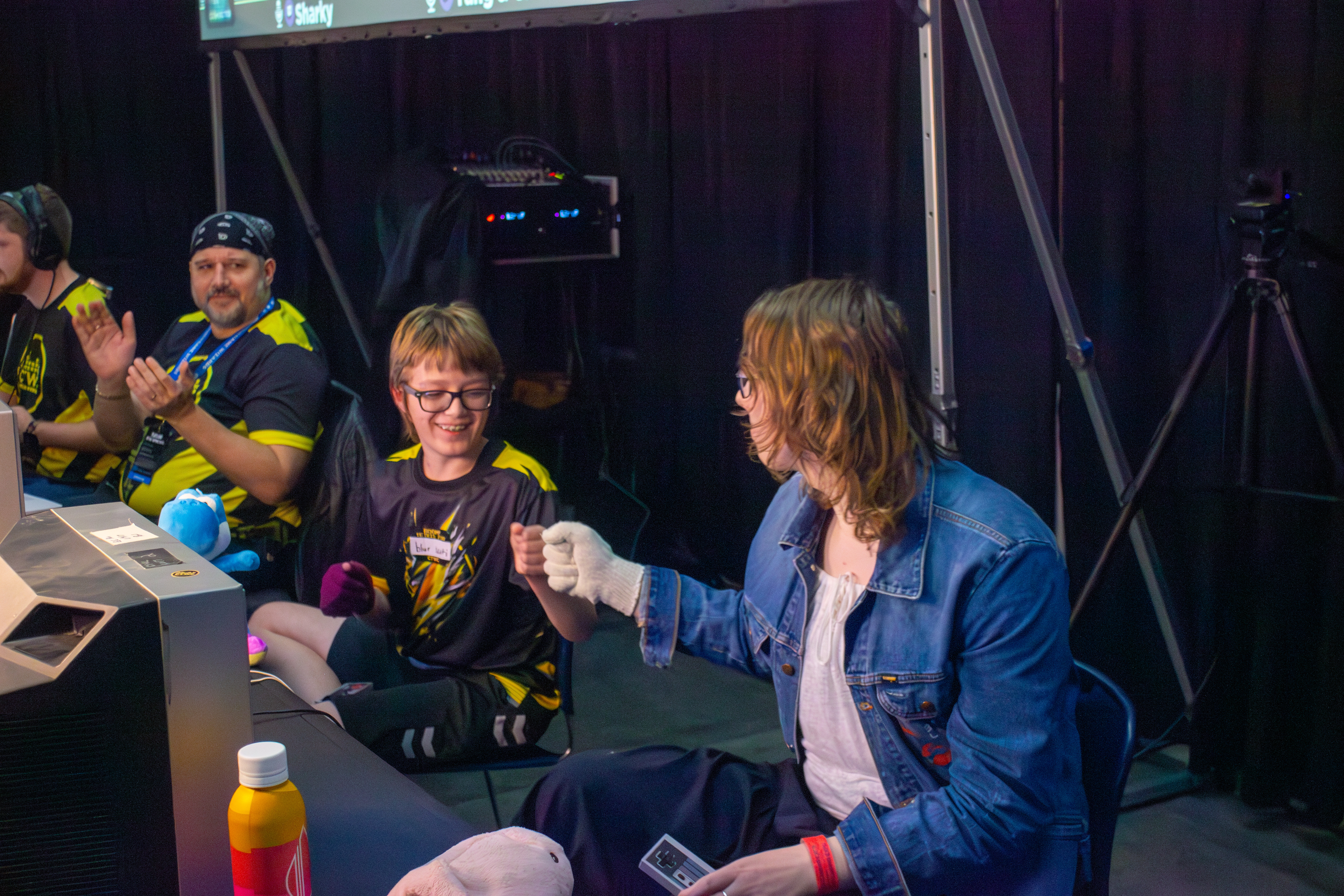
ویلیس گیبسون به همراه ایو فرمانده («سیدْنِو») در مرحلهٔ نیمه‌نهایی مسابقات جهانی تتریس کلاسیک ۲۰۲۳.

گیبسون تا پیش از کسب موفقیت در شکست دادن بازی، در چندین تورنمنت شرکت کرد بود که از جملهٔ آن‌ها می‌توان به مسابقات جهانی تتریس کلاسیک (سی‌تی‌دابلیوسی) در اکتبر ۲۰۲۳ اشاره کرد که در آن به مقام سوم دست یافت و جایزه‌ای به مبلغ ۱۵۰۰ دلار آمریکا را از آن خود کرد. گیبسون با ۱۳ سال سن در آن زمان، یکی از جوان‌ترین شرکت‌کنندگان این رویداد نیز بود. یک مسابقهٔ منطقه‌ای برگزار شده در ۲ دسامبر ۲۰۲۳ در کانزاس سیتی نخستین تورنمنت زنده‌ای بود که او در آن شرکت کرد و به پیروزی رسید و پیش‌بند قهرمانی را دریافت کرد.

### دستاورد از کار انداختن بازی
پس از مسابقات سی‌تی‌دابلیوسی در اکتبر ۲۰۲۳، گیبسون تلاش خود را برای رسیدن به «کیل‌اسکرین» در بازی تتریس آغاز کرد. کیل‌اسکرین در واقع نقطه‌ای در اواخر این بازی بود که کدهای بازی، به‌دلیل محدودیت‌های موجود در سیستم سرگرمی نینتندو (NES) با خطا مواجه می‌شدند و منجر به از کار افتادن بازی می‌شدند. پیش از این تنها هوش مصنوعی و کمک ابزاری توانسته بودند به این کیل‌اسکرین در بازی دست پیدا کنند. گیبسون از جاستین یو («Fractal161»)، بازیکن رقابتی تتریس و یوتیوبر الهام گرفته است؛ یو پس از سی‌تی‌دابلیوسی اعلام کرد که قصد دارد به کیل‌اسکرین برسد. گیبسون برای بهبود مهارت‌های خود در مراحل آخر بازی، بازی «داسک» و «کارکول» را تمرین کرد؛ دو مرحله‌ای که به‌دلیل رنگ‌های تیره و مخدوش قطعه‌های بازی ناشی از یک نقص در اواخر بازی، به‌عنوان سخت‌ترین مرحله‌های بازی شناخته می‌شوند.

«دارم از حال می‌روم، نمی‌توانم انگشت‌هایم را حس کنم.»

کمی پس از تبدیل شدن به نخستین کسی که توانست نسخهٔ ان‌ئی‌اس بازی تتریس را از کار بیاندازد
گیبسون در ۲۱ دسامبر ۲۰۲۳ به نخستین شخصی تبدیل شد که در نسخه ان‌ئی‌اس تتریس، پس از رسیدن به مرحلهٔ ۱۵۷ و فعال کردن کیل‌اسکرین، موفق شد این بازی را به اصطلاح «شکست» دهد. بازی کردن برای رسیدن به این رکورد ۳۸ دقیقه طول کشید و در ۲ ژانویهٔ ۲۰۲۴ در کانال یوتیوب گیبسون با عنوان «اولین باری که کسی تاکنون توانسته تتریس را «شکست» دهد» بارگذاری شد. این بازی در زمان ضبط ویدئو بالاترین امتیاز کلی بازی تتریس نیز بود.
این دستاورد گیبسون اندکی بعد بازتاب بین‌المللی پیدا کرد، نیویورک تایمز مصاحبه‌ای با او انجام داد و صبح بخیر آمریکا نیز ویدئوی رکوردشکنی او را از تلویزیون پخش کرد. مایا راجرز، مدیرعامل شرکت تتریس در بیانیه‌ای به خاطر «شاهکاری که تمام محدودیت‌های از پیش تعیین‌شده» بازی را نادیده می‌گیرد، به گیبسون تبریک گفت. وینس کلمنت، رئیس سی‌تی‌دابلیوسی، اشاره کرد که «این اساساً چیزی است که همه آن را غیرممکن می‌دانستند» و کلیت این رویداد «باور نکردنی است». در ۵ ژانویهٔ ۲۰۲۴، گفتهٔ گیبسون در واکنش خود پس از پیروزی که گفته بود «نمی‌توانم انگشت‌هایم را حس کنم» به نقل قول روز نیویورک تایمز تبدیل شد. در همان روز، الکسی پاژیتنوف و هنک راجرز، بنیانگذاران تتریس، طی یک تماس ویدئویی با گیبسون ملاقات کردند و بازی او را «دستاوردی بسیار شگفت‌انگیز» خواندند. گیبسون بعداً در ۶ ژوئن ۲۰۲۴ در یک رویداد ویژهٔ سالگرد در لس آنجلس با این دو خالق بازی شخصاً ملاقات کرد.
ماهنامهٔ آمریکایی وایرد توجه گستردهٔ رسانه‌ها به این دستاورد را به «وسواس فرهنگی» اخیر پیرامون این بازی که در سال ۲۰۲۳ از سر گرفته شده بود، و نیز افزایش اخبار عموماً منفی با شروع سال ۲۰۲۴ نسبت داد. ویدئوی کوتاهی از نفس‌های سنگین گیبسون و فریاد زدن مکرر «وای خدای من!» در لحظهٔ از کار افتادن بازی به‌طور گسترده پخش شد. در حالی که واکنش رسانه‌ها به گیبسون تا حد زیادی مثبت بود، جین سکر، مجری اسکای نیوز، اظهار داشت که «به‌عنوان یک مادر، فقط می‌گویم از صفحه نمایش فاصله بگیر، برو بیرون، کمی هوای تازه بخور» و این که «شکست دادن تتریس یک هدف زندگی نیست». نظرات سکر با واکنش‌های شدیدی مواجه شد.
در میهٔ ۲۰۲۴، گیبسون به تالار مشاهیر ورزشی اوکلاهما راه یافت. تجهیزات مورد استفادهٔ او هنگام از کار انداختن بازی برای یک نمایشگاه موقت به موزهٔ تالار مشاهیر قرض داده شد.

### تاریخچه اخیر
گیبسون در مسابقات قلب تگزاس در ویکو در ۲۰ ژانویهٔ ۲۰۲۴ شرکت کرد. اگرچه که او در نیمه‌نهایی شکست خورد، اما «افزایش توجه و محبوبیت» مسابقات به حضور او نسبت داده شد و جمعیت «هر بار که گیبسون در حال مسابقه بود افزایش می‌یافت».
از ۸ تا ۹ ژوئن، گیبسون در مسابقات قهرمانی جهانی تتریس کلاسیک ۲۰۲۴ شرکت کرد. اگرچه گیبسون در مرحلهٔ یک چهارم نهایی در مقابل تریستان کوای («Tristop») شکست خورد و از مسابقات حذف شد و مقام سوم را کسب کرد، اما بازی و پیروزی او در برابر لوگان پاول، کشتی‌گیر دبلیودبلیوئی و یوتیوبر که برای شرکت در این مسابقات از حضور در دبلیودبلیوئی اسمک‌داون چشم‌پوشی کرده بود، مورد توجه قرار گرفت؛ اتفاقی که گیبسون آن را یکی از رؤیاهای دوران کودکی خود خواند.
گیبسون به‌عنوان یکی از بهترین بازیکنان تتریس در ایالات متحده آمریکا شناخته می‌شود.

## سبک بازی
استیل‌واتر نیوز پرس سبک بازی گیبسون را تحت عنوان «تهاجمی» توصیف کرده است. او برای نخستین بار در سال ۲۰۲۱ بازی را با استفاده از تکنیک هایپرتاپینگ یادگرفت، اما زمانی که تکنیک چرخش، که سریع‌تر بود، کشف شد، او سبک بازی خود را به این تکنیک جدید تغییر داد. توانایی گیبسون در ارائهٔ عملکرد خوب در بازی به ترکیبی از مهارت، پرخاشگری و تسلط بر تکنیک چرخش نسبت داده شد. گیبسون اغلب با دستهٔ بازی را روی پای راستش قرار می‌دهد و آن را در مقابل زانوی چپ خود به تعادل می‌رساند و با دست راست خود حرکات چرخشی و ضربه زدن را انجام می‌دهد. او برای کاهش اصطکاک انجام اعمال مکرر، در دست راست خود از دستکش استفاده می‌کند.

## زندگی شخصی
گیبسون در ۲۷ ژانویهٔ ۲۰۱۰ زاده شد. مادر او کارین کاکس، که خود یک گیمر و معلم ریاضی دبیرستان است، و پدر او آدام گیبسون است که در ۱۴ دسامبر ۲۰۲۳ درگذشت. آدام پیش از مرگش در زمان کسب نخستین پیروزی ویلیس در تورنمنت زنده در مسابقات منطقه‌ای کانزاس سیتی حضور داشت و یک تابلوی نئون از نام کاربری ویلیس را به‌عنوان هدیه کریسمس سفارش داد. گیبسون در مصاحبه‌ای با ان‌بی‌سی نیوز در ۵ ژانویهٔ ۲۰۲۴ دستاورد از کار انداختن بازی خود را به پدرش تقدیم کرد. در مصاحبهٔ دیگری که او در فوریهٔ ۲۰۲۴ با دبلیواف‌ای‌ای انجام داد، گیبسون گفت که در هر تورنمنتی که از آن زمان در آن شرکت کرده است، یک پارچهٔ مخملی یادگاری به‌همراه داشته است که در پشت آن عبارت «عاشقتم بابا» نوشته شده است.
جدای از تتریس و دیگر بازی‌های رترو، سرگرمی‌های گیبسون شامل بازی آرکید، بولینگ، دوچرخه‌سواری و حل مکعب روبیک می‌شود. او اعلام کرده است که نمی‌خواهد فعالیت او در زمینهٔ بازی تتریس در تحصیلش اختلال ایجاد کند و قصد دارد از هر جایزهٔ دریافتی یا سایر درآمدهای مرتبط برای پرداخت هزینه‌های کالج خود استفاده کند. او در رابطه با بازی‌های رترو اعلام کرده است که علاقه دارد روزی به بازی برادران سوپر ماریو در سطح رقابتی بپردازد.

## سوابق رقابتی
| سال  | تورنمنت                              | امتیاز | مقام در پایان | منبع          |
| ---- | ------------------------------------ | ------ | ------------- | ------------- |
| ۲۰۲۲ | مسابقه گردشی آیندگان سی‌تی‌ام مارس     | ۲–۱    | مدعی          | [ ۳۰ ]        |
| ۲۰۲۲ | جامعه ردیف ۱ سی‌تی‌ام آوریل            | ۳–۱    | دوم           | [ ۳۱ ]        |
| ۲۰۲۲ | مسابقه گردشی چلنجرز سی‌تی‌ام مه        | ۰–۱    | مدعی          | [ ۳۲ ]        |
| ۲۰۲۲ | مسابقه گردشی چلنجرز سی‌تی‌ام ژوئیه     | ۰–۱    | مدعی          | [ ۳۳ ]        |
| ۲۰۲۳ | مسابقه گردشی امیدواران سی‌تی‌ام ژانویه | ۱–۱    | مدعی          | [ ۳۴ ]        |
| ۲۰۲۳ | مسابقه گردشی چلنجرز سی‌تی‌ام مارس      | ۲–۱    | مدعی          | [ ۳۵ ]        |
| ۲۰۲۳ | سی‌تی‌ام مگا مسترز                     | ۱–۱    | مدعی          | [ ۳۶ ]        |
| ۲۰۲۳ | قهرمانی ستارگان تنهای سی‌تی‌ام         | ۰–۱    | مدعی          | [ ۳۷ ]        |
| ۲۰۲۳ | رویداد سپتامبر مسترز سی‌تی‌ام          | ۰–۱    | مدعی          | [ ۳۸ ]        |
| ۲۰۲۳ | مسابقات قهرمانی جهان تتریس کلاسیک    | ۳–۱    | سوم           | [ ۵ ]         |
| ۲۰۲۳ | رویداد نوامبر مسترز سی‌تی‌ام           | ۱–۱    | مدعی          | [ ۳۹ ]        |
| ۲۰۲۳ | رویداد دسامبر مسترز سی‌تی‌ام           | ۴–۰    | اول           | [ ۴۰ ]        |
| ۲۰۲۴ | منطقه‌ای کانزاس سیتی سی‌تی‌دابلیوسی     | ۳–۰    | اول           | [ ۴۱ ]        |
| ۲۰۲۴ | رویداد ژانویه مسترز سی‌تی‌ام           | ۰–۱    | مدعی          | [ ۴۲ ]        |
| ۲۰۲۴ | قلب تگزاس سی‌تی‌دابلیوسی               | ۱–۱    | مدعی          | [ ۴۳ ]        |
| ۲۰۲۴ | سطح ۱۲ تتریس کلاسیک ریترنز (بخش ۱)   | ۳–۰    | اول           | [ ۴۴ ]        |
| ۲۰۲۴ | رویداد فوریه مسترز سی‌تی‌ام            | ۱–۱    | مدعی          | [ ۴۵ ]        |
| ۲۰۲۴ | سی‌تی‌ام مگا مسترز                     | ۴–۱    | مدعی          | [ ۴۶ ]        |
| ۲۰۲۴ | رویداد آوریل مسترز سی‌تی‌ام            | ۰–۱    | مدعی          | [ ۴۷ ]        |
| ۲۰۲۴ | رویداد می مسترز سی‌تی‌ام               | ۳–۱    | دوم           | [ ۴۸ ]        |
| ۲۰۲۴ | مسابقات قهرمانی جهانی تتریس کلاسیک   | ۲–۱    | مدعی          | [ ۲۳ ] [ ۲۴ ] |